# Melanotaenia misoolensis
The Misool rainbowfish (Melanotaenia misoolensis) là một loài cá thuộc họ Melanotaeniidae. Nó là loài đặc hữu của Misool in West Papua, Indonesia. 